# Desa Wangunjaya (administrativ by i Indonesien, lat -6,78, long 107,11)
Desa Wangunjaya är en administrativ by i Indonesien.   Den ligger i provinsen Jawa Barat, i den västra delen av landet, 70 km söder om huvudstaden Jakarta.